# 知知港
知知港是一座位於马来西亚森美兰州日叻务县的小鎮、巫金兼華人新村。这座以客家华人为主的百年山城，以锡矿历史、二战记忆与新兴文化旅游闻名。

## 历史沿革
知知港开埠可追溯至1838年，客家矿工沿彭亨河进入双溪罗丹流域开采锡矿。1884年英殖民报告记载，余朗朗（Jelundong）矿区品质超越双溪乌绒，采用"洗琉琅"淘锡法与"割沙沟"表层开采，形成华巫合作模式。1893年殖民政府曾规划雪兰莪-知知港-淡马鲁铁路，拟穿越1500英尺高的云顶珀拉斯（Ginting Peras）山峡，终因工程难度与百万令吉耗资作罢。
二战期间，1942年3月18日发生震惊全国的"余朗朗惨案"，日军以检查安居证为名诱杀1,474名村民，幸存者仅35人。马共森州领导人单如洪之妻林观英藏身胶园目睹焚村，其口述史料成为重要见证。1979年中华新义山设立蒙难同胞纪念碑，2024年新增旋转记忆装置艺术，形成历史教育景观带。

## 地名考源
"知知港"地名源流多元：客家与广府移民称矿场为"港门"，"Titi"马来语意为木桥，1950年代前官方文件使用带口字边的独创字"知知"。历史文献记载各异，1905年英殖民档案作"地支港"，1923年《南洋埠名》称"珠珠港"，1935年《英属马来亚概览》用"地地港"。学者雷子健考据认为，口字边"知"属南洋华人特殊音译字，体现早期移民在地化命名智慧。

## 地理概况
知知港地处日叻务县西南部，平均海拔120米，属中央山脉余脉丘陵地形。主要河流格拉米河汇入直凉河并至彭亨河水系。周边环绕甘榜柏加迪、甘榜淡汶等传统马来甘榜，市镇中心距芙蓉市60公里，经联邦86号公路从瓜拉格拉旺至新邦葫蘆頂。邻近则为乌鲁直凉与枧唐尾等森林保护区。

## 文化地标
2025年落成的三座艺术地标重塑城镇形象，并由交通部长陆兆福主持开幕。该艺术地标“留恋朗朗，知知旺来”配有6米高旋转装置艺术，交替呈现"余朗朗"与"知知港"镂空字样，其中位于金龙桥两端的不锈钢雕塑彼此对望，榴莲造型也呼应客家"留恋朗朗"谐音。镇上也在2025年翻新和新增壁画点缀街头巷尾及注入活力。